# JAGO
Die JAGO AG war ein deutsches E-Commerce-Unternehmen, das seine Produkte in den Bereichen Tierbedarf, Kinderwelt, Wohnen, Freizeit & Fitness, Heimwerken und Garten europaweit vertrieb. Es war mit etwa 500 Mitarbeitern an sieben Standorten – darunter Stuttgart (Deutschland), Ningbo (China), Casablanca (Marokko) und Novi Sad (Serbien) – vertreten.

## Geschichte
Im Jahr 2005 gründete Goran Jakovac (Vorstandsvorsitzender der heutigen JAGO AG) die leopet GmbH & Co. KG in Sindelfingen. Das Unternehmen startete mit dem Onlinevertrieb exklusiver Katzenkratzbäume unter der Marke leopet und in mehreren geschmacksmustergeschützten Designs.
Die leopet GmbH & Co. KG wurde im Jahr 2007 in die JAGO Warenhandels GmbH & Co. KG umfirmiert. Die Produktpalette, die bis dahin nur aus Heimtierbedarf bestand, wurde 2006 durch die Einführung der Marke „physionics“ erweitert und beinhaltet seitdem auch Artikel rund um die Themen Wellness, Gesundheit, Entspannung und Sport. In den Jahren 2007 und 2009 folgten mit den Marken „TIMBERTECH“ und „INFANTASTIC“ Produkterweiterungen in den Bereichen Heimwerker, Hobbygärtner und Kinderwelt. Diesen Marken folgten 2010 weitere Brands wie „JAGO“, „broil-master“ (Zubehör fürs Grillen) sowie „AQUAMARIN“ (Sanitärbedarf und Reinigung) sowie „VOJAGOR“ für Reisebedarf und „LIGHTFOX“ für Fotozubehör im Jahr 2011.
2012 entstand die JAGO AG am aktuellen Standort Stuttgart-Weilimdorf aus der Verschmelzung von vier Gesellschaften unter dem Vorstandsvorsitzenden Goran Jakovac:
- JAGO Warenhandels GmbH & Co. KG
- JAGO Global Sourcing GmbH
- JAGO Logistik GmbH & Co. KG
- JAGO Verwaltungs GmbH

Danach wurden zwei weitere Markennamen eingeführt: MIADOMODO (2012, Möbel und Gartenmöbel) sowie i-match (2015, Smartphone- und Computerzubehör).
Die JAGO AG war weltweit mit Repräsentanzen, Niederlassungen und verbundenen Unternehmen in Ningbo (China), Shanghai (China), Casablanca (Marokko) und Novi Sad (Serbien) vernetzt. Zwischen 2012 und 2014 wurden zudem Logistikzentren – u. a. in Gittelde und Dassel (beide Niedersachsen), Eschwege (Hessen), Hilden und Mülheim an der Ruhr (beide Nordrhein-Westfalen) – mit einer Gesamtlagerfläche von ca. 110.000 m² in Betrieb genommen. Die Logistikzentren versendeten bis zu fünf Millionen Pakete jährlich.
Ab Juli 2014 war das Unternehmen mit einem Büro in  Berlin vertreten, von wo aus das internationale Online-Marketing gesteuert werden sollte.
Im Zeitraum zwischen 1. September 2014 und 31. August 2015 erwirtschaftete das Unternehmen mit ca. 305 Mitarbeitern unter Goran Jakovac einen Umsatz von 110 Millionen Euro. Dazu trug auch das Geschäft in Großbritannien bei.
Am 18. August 2015 erfolgte die öffentliche Vertragsunterzeichnung für die Errichtung eines 120.000 m² großen Logistikzentrums in Hückelhoven. Die Fertigstellung des ersten Bauabschnitts mit 40.000 m² Lagerfläche und 1.450 m² Bürofläche war für März 2016 geplant. Das komplette Logistikzentrum sollte im August 2017 in Betrieb gehen. Die Lager Dassel, Hilden Mülheim an der Ruhr und Gittelde wurden 2016 geschlossen. Ca. 120 Mitarbeiter wurden entlassen.
Die Jago AG meldete am 23. Mai 2017 Insolvenz an und wurde nachfolgend abgewickelt.

## Geschäftsdaten
| Geschäftsjahr | Umsatz (Mio. Euro) | Umsatzwachstum |  |
| ------------- | ------------------ | -------------- |  |
| GJ 2005       | 0,2                |                |  |
| GJ 2006       | 4                  | 2000 %         |  |
| GJ 2007       | 9                  | 125 %          |  |
| GJ 2008       | 11                 | 22 %           |  |
| GJ 2009       | 15                 | 36 %           |  |
| GJ 2010       | 22                 | 46 %           |  |
| GJ 2011       | 33                 | 50 %           |  |
| GJ 2012       | 57                 | 72 %           |  |
| RGJ 2013      | 47                 |                |  |
| GJ 2013/14    | 85                 |                |  |
| GJ 2014/15    | 110                | 29 %           |  |